# الاعتداء الجنسي على الأطفال من قبل قوات حفظ السلام التابعة للأمم المتحدة
الاعتداء الجنسي على الأطفال من قبل قوات حفظ السلام التابعة للأمم المتحدة، كشفت تحقيقات أسوشييتد بريس (AP) في 2017 أن أكثر من 100 فرد من قوات حفظ السلام التابعة للأمم المتحدة يديرون حلقة جنسية للأطفال في هايتي علي مدار 10 سنوات و لم يتم سجن أي منهم.
كذلك فأن التقرير قد كشف علي مدار 12 سنة مضت; كان هناك أكثر من 2000 ادعاء بالاعتداء الجنسي و الاستغلال من قبل قوات حفظ السلام و آخرون من موظفو الأمم المتحدة حول العالم. وأوضحت أسوشييتد بريس أن هناك اعتداءات أكثر مما نعرفه. و بناء على ماذكر في تقرير أسوشييتد بريس؛ حث السفير الأمريكي لدي الأمم المتحدة -نيكي هيلي- كل البلاد على محاسبة قوات حفظ السلام علي أي اعتداء جنسي أو استغلال.
و في وقت مبكر من عام 2004، ذكرت منظمة العفو الدولية أن الفتايات تحت السن تتعرضن للاختطاف، التعذيب و اجبارهم علي الدعارة في كوسوفو مع موظفي الأمم المتحدة و حلف الناتو بكونهم الزبائن الذين يقودون الطلب على عبيد الجنس.
إن قسم قوات حفظ السلام التابع للأمم المتحدة في نيويورك اقر في ذلك الوقت الذي فيه «أصبح أفراد حفظ السلام ينظر إليهم كجزء من مشكلة الاتجار بدلاً من الحل.» 